# Plodovi gnjeva
Plodovi gnjeva (engl.: The Grapes of Wrath) je roman američkog pisca Johna Steinbecka objavljen 1939. godine. Roman je nagrađen Pulitzerovom nagradom za roman 1940. Iste godine snimljen je i istoimeni film u režiji Johna Forda, s Henryjem Fondom u jednoj od glavnih uloga.

## Radnja
Tijekom Velike depresije siromašna obitelj, Joad, primorana je napustiti svoj dom. Upućuju se prema Kaliforniji zajedno s tisućama drugih obitelji koje su primorane napustiti svoja imanja. Ubrzo primjećuju da je broj slobodnih poslova veoma mali i da samo dobivaju poslove koji su loše plaćeni. Obitelj Joad je primorana živjeti u siromaštvu s urušenim snovima, dok se obitelj razdvaja i udaljava. 
Roman velikim dijelom opisuje nemilosrdnost koju bogati zemljovlasnici pokazuju prema siromašnim doseljenicima, ali također i pripadnost i solidarnost koja raste među siromašnim tragačima za srećom, koji su svi došli u Kaliforniju s istim snom o boljem životu. 